# 48 Horas - Parte II
48 Horas - Parte II (Another 48 Hrs.) é um filme estadunidense de 1990, do gênero Policial, dirigido por Walter Hill. 
É a sequência do filme de 1982 (48 Hrs.), primeiro sucesso no cinema de Eddie Murphy que retorna ao papel do esperto Reggie Hamond. Nick Nolte e Brion James que também trabalharam no primeiro filme, igualmente retomam os antigos personagens. Roteiro de John Fasano, Jeb Stuart e Larry Gross de uma história de Eddie Murphy. Música de James Horner.

## Elenco principal
- Eddie Murphy .... Reggie Hammond
- Nick Nolte .... Det Sargento Jack Cates
- Brion James .... Det. Sargento Ben Kehoe
- Kevin Tighe .... Det. Tenente Blake Wilson
- Ed O'Ross .... Frank Cruise
- David Anthony Marshall .... Willie Hickok
- Andrew Divoff .... Richard "Cherry" Ganz
- Bernie Casey .... Kirkland Smith
- Brent Jennings .... Tyrone Burroughs
- Ted Markland .... Malcolm Price
- Tisha Campbell .... Amy Kirkland
- Felice Orlandi .... Carcereiro
- Edward Walsh .... Det. Joe Stevens
- Page Leong .... Angel Lee

## Sinopse
Reggie Hammond está de volta à prisão, cumprindo pena de cinco anos por um crime de roubo que alega não ter cometido. Às vésperas da sua liberação, Reggie recebe a visita do seu amigo policial de São Francisco Jack Cates que lhe avisa que o misterioso traficante "The Iceman" contratou pistoleiros para lhe eliminar.(Um desses pistoleiros é o motoqueiro assassino e vingativo Richard "Cherry" Ganz, irmão de Albert Ganz, bandido morto no primeiro filme). Jack estava na pista desse traficante há quatro anos, mas nunca conseguiu provar sequer a existência do criminoso. E agora está sob investigação por homicídio pela corregedoria, chefiada pelo obsessivo Blake Wilson, depois que matou um bandido em um tiroteio e não conseguiu provar ter sido em "legítima defesa". Como no primeiro filme Reggie nega-se a se envolver na investigação, mas Jack o força dizendo que só lhe dará o dinheiro que guardara se ele o ajudar a descobrir o Iceman.